# شاهريل إيشاك
شاهريل إيشاك (ولد في 23 يناير 1984) هو لاعب كرة قدم سنغافوري يلعب حاليا لنادي هوم يونايتد في دوري سنغافورة للمحترفين. شاهريل هو قائد منتخب سنغافورة لكرة القدم. خلال كأس آسيان لكرة القدم 2012، قاد سنغافورة لتصبح أول دولة تفوز بأربع نسخ من هذه البطولة فب تاريخها. تابع إيشاك مسيرة نجاحه بفوزه بجائزة لاعب السنة لاتحاد أسيان لكرة القدم في 2013.

## روابط خارجية
- شاهريل إيشاك على موقع قاعدة بيانات كرة القدم.إي يو (الإنجليزية)
- شاهريل إيشاك على موقع ناشيونال فوتبول تيمز (الإنجليزية)
- شاهريل إيشاك على موقع Soccerway.com (الإنجليزية)
- شاهريل إيشاك على موقع عالم كرة القدم.نت (الإنجليزية)